# Jan Oosterhaven
Jan Oosterhaven (Gouda, 1945) is een Nederlands wetenschapper. Prof. dr. Jan Oosterhaven was tot juni 2010 hoogleraar algemene economie aan de Rijksuniversiteit Groningen. Zijn onderzoek betreft de Interregionale input-output analyse, Regionale demo-economische modellen, Economische gevolgen van transportinfrastructuur, Evaluatie van regionaal en stedelijk beleid.
Deze interessen maakten hem ook politiek actief. Hij is voor de Partij voor het Noorden sinds 2007 burgerlid van de Statencommissie Economie en Mobiliteit van de Provinciale Staten van Groningen. Voor de Stadspartij in Groningen is hij lijstduwer bij de verkiezingen voor de Gemeenteraad in 2010.
Jan Oosterhaven promoveerde in 1981 in Groningen na in 1969 aan de Erasmus Universiteit in Rotterdam te zijn afgestudeerd. Zijn proefschrift kreeg de titel "Interregional Input-Output Analysis and Dutch Regional Policy Problems'". In 1990 werd hij hoogleraar in Groningen. Eerder was hij onder meer van 1985 tot 1986 Visiting Professor of urban economics, University of California, Los Angeles (UCLA) en van 1998 tot 1999 deeltijd Senior adviser ruimtelijke economie aan de TNO Inro in Delft.
Oosterhaven is lid van de Expertisegroep Raad voor Verkeer en Waterstaat, bestuurslid van de Stichting Leerstoel Ruimtelijke Economie, lid van het presidium van het Ubbo Emmius Colleghie van het Congresbureau Groningen en voorzitter van de Stichting Ruimtelijke Economie Groningen.
Op maandag 7 juni 2010 kreeg hij na zijn afscheidscollege het Officierskruis van de Orde van Oranje-Nassau opgespeld.
In de overweging bij de benoeming werd "de theorie en de praktijk van de input-output analyse genoemd als het terrein waarop de heer Oosterhaven een van de belangrijkste hoogleraren ter wereld is. Zowel in het kader van zijn eigen wetenschappelijke onderzoek als in het kader van de FNEI heeft hij een zeer actieve rol gespeeld in de totstandkoming van interregionale IO tabellen voor alle Nederlandse provincies in nauwe samenwerking met het Centraal Bureau voor de Statistiek. Zijn consistente en kwantitatieve oriëntatie heeft geleid tot nieuwe bijdragen op het gebied van de raming van regionale effecten van beleidsingrepen.
De in Nederland onder zijn leiding opgebouwde expertise in de constructie van input-outputtabellen heeft wereldwijd navolging gevonden.
Het belang van de heer Oosterhaven voor de input-output analyse komt tot uitdrukking in het feit dat hij twee buitengewoon belangrijke posities heeft bekleed. Van 1994-1998 was decorandus hoofdredacteur van het toonaangevende internationale, wetenschappelijke tijdschrift Economic Systems Research. Hij heeft het tijdschrift een voor iedereen herkenbaar gezicht gegeven. In 2007 werd hij gekozen tot president van de International Input-Output Association voor de periode 2007-2009, na eerder vice-president te zijn geweest in de periode 2001-2006".
Jan Oosterhaven nam in 2010 afscheid van zijn leerstoel met een afscheidscollege dat "Concentratie versus spreiding: over oude concepten, nieuwe theorie en krimp" heette. Hij is nog steeds in deeltijd aan de Rijksuniversiteit Groningen verbonden.

## Publicaties
- Ruimtelijk beleid, verder concentreren of spreiden". Een wetenschappelijke uitgave van de Partij voor het Noorden. 2012

- Bibliothèque nationale de France: cb12374031n (data)
- Gemeinsame Normdatei: 170427048
- International Standard Name Identifier: 0000 0000 6305 8243
- Library of Congress Control Number: n79044592
- NARCIS: PRS1237200
- Nationale Bibliotheek van Tsjechië: jcu2011665029
- Nationale Bibliotheek van Israël: 987007435296305171
- Nederlandse Thesaurus van Auteursnamen: 068586175
- Système universitaire de documentation: 032776810
- Virtual International Authority File: 59163806
- WorldCat: E39PBJhCCKPt7WrgkGw64W6Yfq